# 2000-es sílövő-világbajnokság
A 2000-es sílövő-világbajnokságot február 19-e és 27-e között rendezték Norvégiában, Oslo Holmenkollenben.
A férfiak váltó versenyét február 27-én félbe kellett szakítani, mivel az egyre sűrűbb köd miatt nem lehetett látni a céltáblákat. A viadalt végül március 11-én bonyolították le, Finnországban, Lahtiban.

## Részt vevő nemzetek
| Egyesült Államok |
| Ausztria         |
| Bulgária         |
| Csehország       |
| Észtország       |
| Fehéroroszország |
| Finnország       |
| Franciaország    |

| Görögország   |
| Hollandia     |
| Japán         |
| Kanada        |
| Kazahsztán    |
| Kína          |
| Lengyelország |
| Lettország    |

| Litvánia           |
| Magyarország       |
| Moldova            |
| Egyesült Királyság |
| Németország        |
| Norvégia           |
| Olaszország        |
| Oroszország        |

| Románia    |
| Svájc      |
| Svédország |
| Szlovákia  |
| Szlovénia  |
| Ukrajna    |
| 30 nemzet  |

## Éremtáblázat
| Hely     | Nemzet        | Arany | Ezüst | Bronz | Összesen |
| 1.       | Norvégia      | 3     | 1     | 1     | 5        |
| 2.       | Oroszország   | 2     | 4     | 0     | 6        |
| 3.       | Franciaország | 2     | 0     | 3     | 5        |
| 4.       | Németország   | 1     | 3     | 3     | 7        |
| 5.       | Ausztria      | 1     | 1     | 0     | 2        |
| 6.       | Svédország    | 1     | 0     | 1     | 2        |
|          |               |       |       |       |          |
| 7.       | Kína          | 0     | 1     | 0     | 1        |
|          |               |       |       |       |          |
| 8.       | Olaszország   | 0     | 0     | 1     | 1        |
| 8.       | Ukrajna       | 0     | 0     | 1     | 1        |
|          |               |       |       |       |          |
| Összesen | Összesen      | 10    | 10    | 10    | 30       |

## Férfi

### Egyéni
A verseny időpontja: 2000. február 23.
| #     | Versenyző         | Lövőhiba (F+Á+F+Á) | Időeredmény | Hátrány  |
| ----- | ----------------- | ------------------ | ----------- | -------- |
| Arany | Wolfgang Rottmann | 0+0+0+1            | 53:36.2     |          |
| Ezüst | Ludwig Gredler    | 0+1+0+1            | 54:11.2     | +35.0    |
| Bronz | Frank Luck        | 0+0+0+1            | 54:58.1     | +1:21.9  |
| 4.    | Raphaël Poirée    | 1+0+0+1            | 55:00.7     | +1:24.5  |
| 5.    | Aljakszej Ajdarav | 1+0+0+0            | 55:02.9     | +1:26.7  |
| 6.    | Peter Sendel      | 1+0+0+0            | 55:08.5     | +1:32.3  |
| 7.    | Marek Matiasko    | 0+0+0+0            | 55:32.7     | +1:56.5  |
| 8.    | Alexander Wolf    | 1+1+0+0            | 55:43.0     | +2:06.8  |
| 9.    | Ricco Groß        | 2+0+0+0            | 55:51.5     | +2:15.3  |
| 10.   | Halvard Hanevold  | 1+0+0+0            | 56:23.3     | +2:47.1  |
| ----  | ----              | ----               | ----        | ----     |
| 90.   | Tagscherer Imre   | 4+2+1+1            | 1:08:50.1   | +15:13.9 |
| 91.   | Tagscherer Zoltán | 2+3+1+1            | 1:09:28.0   | +15:51.8 |

### Sprint
A verseny időpontja: 2000. február 19.
| #     | Versenyző            | Lövőhiba (F+Á) | Időeredmény | Hátrány |
| ----- | -------------------- | -------------- | ----------- | ------- |
| Arany | Frode Andresen       | 0+1            | 23:51.2     |         |
| Ezüst | Pavel Rosztovcev     | 0+0            | 25:26.9     | +9.5    |
| Bronz | René Cattarinussi    | 0+0            | 25:28.2     | +19.2   |
| 4.    | Frank Luck           | 1+0            | 25:43.6     | +19.6   |
| 5.    | Ole Einar Bjørndalen | 1+1            | 25:44.3     | +27.4   |
| 6.    | Raphaël Poirée       | 0+1            | 25:45.6     | +27.5   |
| 7.    | Ricco Groß           | 0+1            | 25:46.5     | +28.1   |
| 8.    | Peter Sendel         | 0+0            | 25:48.0     | +31.4   |
| 9.    | Szergej Rozskov      | 0+0            | 25:48.6     | +40.6   |
| 10.   | Paavo Puurunen       | 0+0            | 25:50.3     | +43.1   |
| ----  | ----                 | ----           | ----        | ----    |
| 88.   | Tagscherer Imre      | 1+1            | 28:19.5     | +4:28.3 |
| 92.   | Tagscherer Zoltán    | 3+1            | 29:35.4     | +5:44.2 |

### Üldözőverseny
A verseny időpontja: 2000. február 20.
| #     | Versenyző            | Lövőhiba (F+Á+F+Á) | Időeredmény | Hátrány |
| ----- | -------------------- | ------------------ | ----------- | ------- |
| Arany | Frank Luck           | 1+0+0+1            | 33:21.9     |         |
| Ezüst | Pavel Rosztovcev     | 0+1+1+0            | 33:25.2     | +3.3    |
| Bronz | Raphaël Poirée       | 0+1+1+1            | 33:37.0     | +15.1   |
| 4.    | Ole Einar Bjørndalen | 1+1+1+1            | 33:48.8     | +26.9   |
| 5.    | Halvard Hanevold     | 2+0+0+0            | 33:57.2     | +35.3   |
| 6.    | Frode Andresen       | 1+0+3+2            | 34:08.2     | +46.3   |
| 7.    | Olegs Maluhins       | 3+0+0+0            | 34:08.9     | +47.0   |
| 8.    | René Cattarinussi    | 1+0+0+1            | 34:27.9     | +1:06.0 |
| 9.    | Ludwig Gredler       | 2+2+0+1            | 34:36.3     | +1:14.4 |
| 10.   | Aljakszej Ajdarav    | 2+0+1+0            | 34:42.3     | +1:20.4 |

### Tömegrajtos
A verseny időpontja: 2000. február 26.
| #     | Versenyző            | Lövőhiba (F+Á+F+Á) | Időeredmény | Hátrány |
| ----- | -------------------- | ------------------ | ----------- | ------- |
| Arany | Raphaël Poirée       | 0+0+1+0            | 39:31.5     |         |
| Ezüst | Pavel Rosztovcev     | 0+1+1+0            | 39:40.9     | +9.4    |
| Bronz | Ole Einar Bjørndalen | 0+2+1+0            | 39:49.9     | +18.4   |
| 4.    | Peter Sendel         | 2+0+0+0            | 40:12.6     | +41.1   |
| 5.    | Wolfgang Rottmann    | 0+1+1+1            | 40:22.1     | +50.6   |
| 6.    | Ricco Groß           | 0+1+0+0            | 40:32.3     | +1:00.8 |
| 7.    | Olegs Maluhins       | 0+1+0+2            | 40:32.5     | +1:01.0 |
| 8.    | Paavo Puurunen       | 1+0+0+0            | 40:33.2     | +1:01.7 |
| 9.    | Wolfgang Perner      | 0+1+1+1            | 40:37.9     | +1:06.4 |
| 10.   | Halvard Hanevold     | 1+0+1+1            | 40:45.4     | +1:13.9 |

### Váltó
A verseny időpontja: 2000. március 11.
| #     | Versenyző                                                                                  | Lövőhiba (F+Á)                          | Időeredmény | Hátrány | #   | Versenyző                                                                                   | Lövőhiba (F+Á)                           | Időeredmény | Hátrány |
| ----- | ------------------------------------------------------------------------------------------ | --------------------------------------- | ----------- | ------- | --- | ------------------------------------------------------------------------------------------- | ---------------------------------------- | ----------- | ------- |
| Arany | Oroszország · Viktor Majgurov · Szergej Rozskov · Vlagyimir Dracsov · Pavel Rosztovcev     | 1+6 0+5 0+3 0+3 1+3 0+0 0+0 0+2 0+0 0+0 | 1:33:39.8   |         | 6.  | Lettország · Oļegs Maļuhins · Jēkabs Nākums · Gundars Upenieks · Ilmārs Bricis              | 0+6 0+5 0+1 0+1 0+0 0+2 0+2 0+0 0+3 0+2  | 1:35:29.5   | +1:49.7 |
| Ezüst | Norvégia · Egil Gjelland · Frode Andresen · Halvard Hanevold · Ole Einar Bjørndalen        | 1+5 0+5 0+0 0+1 1+3 0+3 0+1 0+1 0+1 0+0 | 1:34:19.6   | +39.8   | 7.  | Csehország · Petr Garabik · Ivan Masarik · Roman Dostal · Zdenek Vitek                      | 1+3 2+6 0+0 0+1 0+0 0+0 1+3 2+3 0+0 0+2  | 1:36:15.3   | +2:35.5 |
| Bronz | Németország · Frank Luck · Peter Sendel · Sven Fischer · Ricco Groß                        | 1+6 1+5 0+0 0+2 0+3 1+3 1+3 0+0 0+0 0+0 | 1:34:33.4   | +53.6   | 8.  | Ukrajna · Vjacseszlav Derkacs · Andrij Derizemlja · Olekszandr Bilanenko · Ruszlan Liszenko | 0+5 0+4 0+0 0+0 0+2 0+3 0+3 0+0 0+0 0+1  | 1:36:52.6   | +3:12.8 |
| 4.    | Fehéroroszország · Aljakszej Ajdarav · Rusztam Valiulin · Vadzim Szasurin · Aleh Rizsankov | 0+8 0+4 0+3 0+1 0+3 0+0 0+1 0+0 0+1 0+3 | 1:35:01.8   | +1:22.0 | 9.  | Ausztria · Wolfgang Perner · Ludwig Gredler · Günther Beck · Wolfgang Rottmann              | 2+5 3+10 0+1 1+3 2+3 1+3 0+1 0+1 0+0 1+3 | 1:37:22.2   | +3:42.4 |
| 5.    | Olaszország · Helmuth Messner · René Cattarinussi · Wilfried Pallhuber · Devis Da Canal    | 0+3 1+9 0+2 1+3 0+1 0+0 0+0 0+3         | 1:35:16.8   | +1:37.0 | 10. | Franciaország · Julien Robert · Vincent Defrasne · Andreas Heymann · Raphaël Poirée         | 0+4 1+7 0+1 1+3 0+1 0+1 0+2 0+2 0+0 0+1  | 1:37:52.7   | +4:12.9 |

## Női

### Egyéni
A verseny időpontja: 2000. február 22.
| #     | Versenyző          | Lövőhiba (F+Á+F+Á) | Időeredmény | Hátrány  |
| ----- | ------------------ | ------------------ | ----------- | -------- |
| Arany | Corinne Niogret    | 0+0+0+0            | 45:30.9     |          |
| Ezüst | Yu Shumei          | 0+0+0+0            | 46:24.2     | +53.3    |
| Bronz | Magdalena Forsberg | 0+1+0+1            | 46:47.8     | +1:16.9  |
| 4.    | Tanaka Tamami      | 0+0+0+1            | 47:15.1     | +1:44.2  |
| 5.    | Martina Halinarova | 0+0+0+0            | 47:15.3     | +1:44.4  |
| 6.    | Katrin Apel        | 1+2+0+0            | 47:21.3     | +1:50.4  |
| 7.    | Olena Petrova      | 0+1+0+1            | 47:37.8     | +2:06.9  |
| 8.    | Uschi Disl         | 1+0+2+0            | 47:41.6     | +2:10.7  |
| 9.    | Alena Zubrilava    | 1+0+1+1            | 47:44.6     | +2:23.0  |
| 10.   | Irina Tananajko    | 0+0+0+0            | 48:03.6     | +2:32.7  |
| ----  | ----               | ----               | ----        | ----     |
| 66.   | Bekecs Zsuzsanna   | 2+0+1+0            | 58:10.4     | +12:39.5 |
| 67.   | Szöllősi Ivett     | 2+2+0+1            | 1:00:22.0   | +14:51.1 |
| 71.   | Gottschall Zsófia  | 3+4+2+1            | 1:04:12.4   | +18:41.5 |

### Sprint
A verseny időpontja: 2000. február 19.
| #     | Versenyző               | Lövőhiba (F+Á) | Időeredmény | Hátrány |
| ----- | ----------------------- | -------------- | ----------- | ------- |
| Arany | Liv Grete Skjelbreid    | 0+0            | 20:51.9     |         |
| Ezüst | Katrin Apel             | 0+1            | 21:21.7     | +29.8   |
| Bronz | Martina Zellner         | 1+0            | 21:22.5     | +30.6   |
| 4.    | Magdalena Forsberg      | 1+0            | 21:39.8     | +47.9   |
| 4.    | Szvetlana Ismuratova    | 1+0            | 21:39.8     | +47.9   |
| 6.    | Svetlana Tschernoussova | 0+1            | 21:43.7     | +51.8   |
| 7.    | Uschi Disl              | 0+1            | 21:47.1     | +55.2   |
| 8.    | Andrea Henkel           | 0+0            | 21:50.9     | +59.0   |
| 9.    | Szvjatlana Paramihina   | 0+0            | 21:54.7     | +1:02.8 |
| 10.   | Irina Nikulcsina        | 1+0            | 22:07.5     | +1:15.6 |
| ----  | ----                    | ----           | ----        | ----    |
| 69.   | Bekecs Zsuzsanna        | 0+2            | 25:50.2     | +4:58.3 |
| 72.   | Gottschall Zsófia       | 1+3            | 27:24.4     | +6:32.5 |
| 74.   | Szöllősi Ivett          | 2+2            | 29:30.0     | +8:38.1 |

### Üldözőverseny
A verseny időpontja: 2000. február 20.
| #     | Versenyző               | Lövőhiba (F+Á+F+Á) | Időeredmény | Hátrány |
| ----- | ----------------------- | ------------------ | ----------- | ------- |
| Arany | Magdalena Forsberg      | 1+0+0+1            | 31:53.8     |         |
| Ezüst | Uschi Disl              | 0+1+2+0            | 32:25.7     | +31.9   |
| Bronz | Florence Baverel-Robert | 0+0+0+0            | 32:36.2     | +42.4   |
| 4.    | Katrin Apel             | 2+1+2+1            | 32:55.9     | +1:02.1 |
| 5.    | Andrea Henkel           | 1+0+2+0            | 32:59.5     | +1:05.7 |
| 6.    | Martina Zellner         | 2+2+1+1            | 33:00.1     | +1:06.3 |
| 7.    | Liv Grete Skjelbreid    | 3+1+1+2            | 33:18.5     | +1:24.7 |
| 8.    | Svetlana Tschernoussova | 1+0+1+2            | 33:26.7     | +1:32.9 |
| 9.    | Galina Kukleva          | 0+4+1+1            | 33:30.1     | +1:36.3 |
| 10.   | Yu Shumei               | 1+1+0+0            | 33:36.4     | +1:42.6 |

### Tömegrajtos
A verseny időpontja: 2000. február 26.
| #     | Versenyző               | Lövőhiba (F+Á+F+Á) | Időeredmény | Hátrány |
| ----- | ----------------------- | ------------------ | ----------- | ------- |
| Arany | Liv Grete Skjelbreid    | 0+1+1+0            | 38:51.7     |         |
| Ezüst | Galina Kukleva          | 0+0+1+1            | 39:05.1     | +13.4   |
| Bronz | Corinne Niogret         | 0+0+1+1            | 39:15.3     | +1:05.8 |
| 4.    | Magdalena Forsberg      | 1+1+0+1            | 39:24.1     | +32.4   |
| 5.    | Katrin Apel             | 0+0+2+1            | 39:25.1     | +33.4   |
| 6.    | Irina Nikulcsina        | 1+0+1+0            | 39:27.3     | +35.6   |
| 7.    | Martina Zellner         | 1+0+1+2            | 39:53.4     | +1:01.7 |
| 8.    | Uschi Disl              | 1+1+2+0            | 39:56.9     | +1:05.2 |
| 9.    | Szvetlana Ismuratova    | 1+1+1+1            | 39:58.4     | +1:06.7 |
| 10.   | Florence Baverel-Robert | 0+0+0+0            | 40:01.6     | +1:09.9 |

### Váltó
A verseny időpontja: 2000. február 25.
| #     | Versenyző | Lövőhiba (F+Á)                          | Időeredmény | Hátrány | #   | Versenyző                                                                                | Lövőhiba (F+Á)                          | Időeredmény | Hátrány |
| ----- | --- | --------------------------------------- | ----------- | ------- | --- | ---------------------------------------------------------------------------------------- | --------------------------------------- | ----------- | ------- |
| Arany | Oroszország · Olga Piljova · Svetlana Tschernoussova · Galina Kukleva · Albina Ahatova                       | 0+5 1+9 0+0 0+3 0+0 0+3 0+3 1+3 0+2 0+0 | 1:32:19.8   |         | 6.  | Bulgária · Pavlina Filipova · Irina Nikulcsina · Radka Popova · Iva Karagjozova-Skodreva | 0+8 0+5 0+3 0+2 0+1 0+2 0+3 0+0 0+1 0+1 | 1:35:40.0   | +3:20.2 |
| Ezüst | Németország · Uschi Disl · Katrin Apel · Andrea Henkel · Martina Zellner                                     | 1+6 0+9 0+0 0+3 0+2 0+2 0+1 0+2 1+3 0+2 | 1:32:42.5   | +22.7   | 7.  | Finnország · Katja Holanti · Annukka Mallat · Outi Kettunen · Sanna-Leena Perunka        | 0+4 0+5 0+0 0+0 0+1 0+1 0+1 0+2 0+2 0+2 | 1:35:58.2   | +3:38.4 |
| Bronz | Ukrajna · Alena Zubrilava · Olena Petrova · Nyina Lemes · Tetyana Vodopjanova                                | 1+7 0+5 1+3 0+3 0+1 0+2 0+1 0+0 0+2 0+0 | 1:34:07.9   | +1:48.1 | 8.  | Szlovákia · Martina Halinarova · Anna Murinova · Marcela Pavkovcekova · Sona Mihokova    | 0+4 1+6 0+1 0+1 0+0 0+0 0+1 1+3 0+2 0+2 | 1:36:05.7   | +3:45.9 |
| 4.    | Franciaország · Delphyne Burlet · Christelle Gros · Florence Baverel-Robert · Corinne Niogret                | 1+3 1+7 1+3 0+1 0+0 1+3 0+0 0+2 0+0 0+1 | 1:34:40.0   | +2:20.2 | 9.  | Japán · Sindó-Honma Mami · Tanaka Tamami · Szeino-Szuga Hiromi · Takahasi Rjóko          | 0+2 2+8 0+0 2+3 0+1 0+0 0+0 0+2 0+1 0+3 | 1:36:25.3   | +4:05.5 |
| 5.    | Norvégia · Gro Marit Istad-Kristiansen · Ann-Elen Skjelbreid · Liv Grete Skjelbreid · Gunn Margit Andreassen | 3+9 0+7 2+3 0+3 0+0 0+2 1+3 0+2 0+3 0+0 | 1:35:13.1   | +2:53.3 | 10. | Csehország · Katerina Holubcova · Jitka Pesinova · Irena Cesnekova · Eva Hakova          | 0+5 0+4 0+0 0+1 0+0 0+0 0+2 0+0 0+3 0+3 | 1:37:10.0   | +4:50.2 |